# Philautus petersi
Espèce
Synonymes
- Ixalus petersi Boulenger, 1900
- Ixalus larutensis Boulenger, 1900
- Ixalus castanomerus Boulenger, 1905

Statut de conservation UICN

 LC  : Préoccupation mineure
Philautus petersi est une espèce d'amphibiens de la famille des Rhacophoridae.

## Répartition
Cette espèce se rencontre entre 1 000 et 1 600 m d'altitude :
- sur l'île Natuna en Indonésie ;
- dans la péninsule Malaise en Malaisie péninsulaire et dans l'extrême Sud de la Thaïlande ;
- sur l'île de Bornéo en Malaisie orientale au Sabah et au Sarawak.

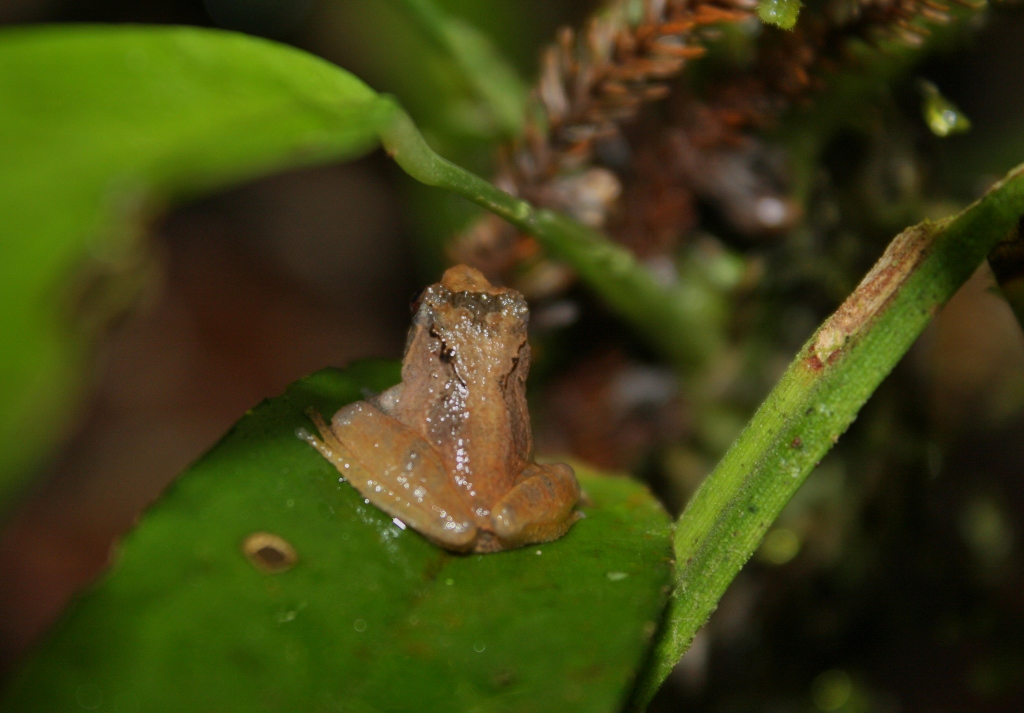

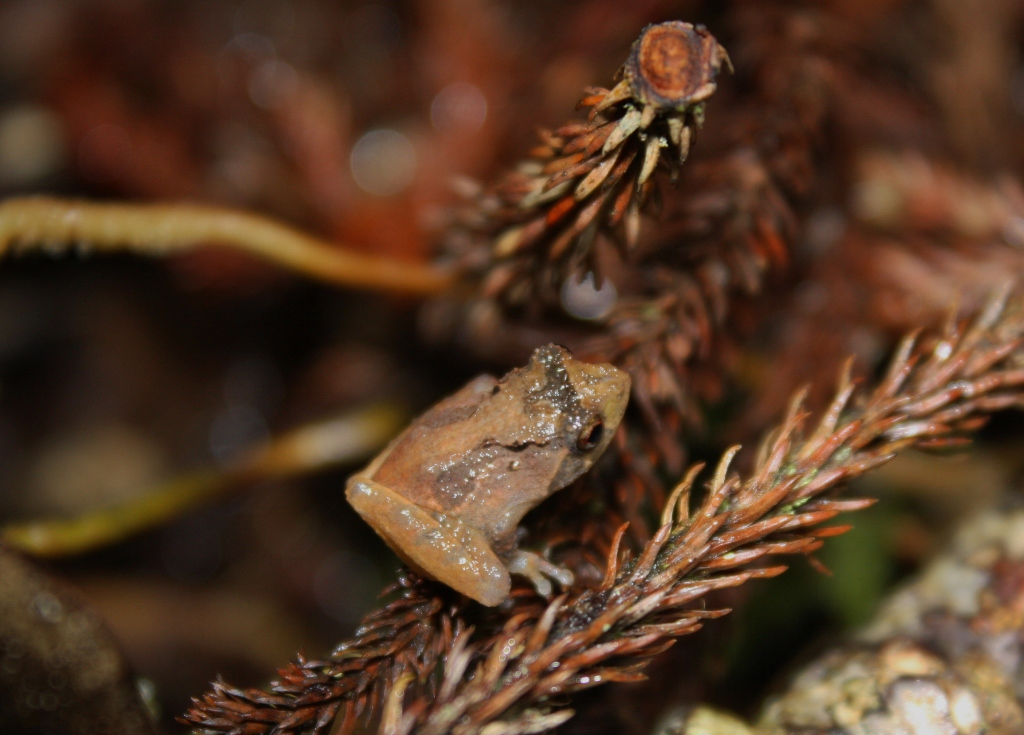

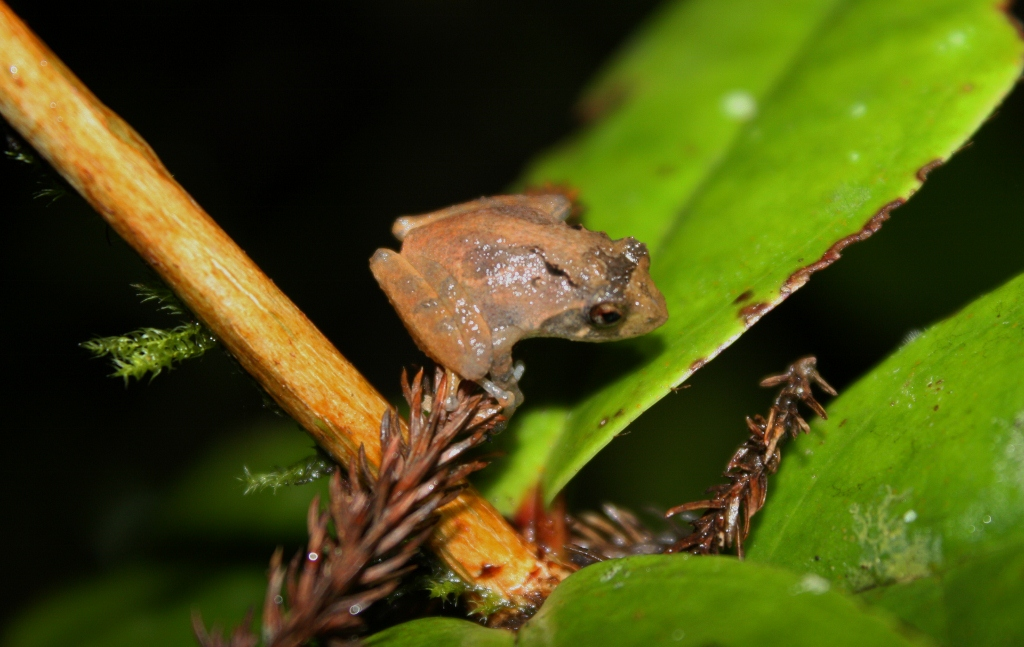

## Étymologie
Cette espèce est nommée en l'honneur de Wilhelm Peters.

## Publication originale
- Boulenger, 1900 : Description of new reptiles and batrachians from Borneo. Proceedings of the Zoological Society of London, vol. 1900, p. 182–187 (texte intégral).